# Domènec Batalla
Domènec Batalla (Valencia de Alcántara, 13 de febrer de 1944) és un escultor i pintor català.

## Obres
- Escultura dedicada al pintor Josep Coll i Bardolet - Campdevànol - (1989)[1]
- Escultura dedicada a la Olimpíada dels Petits Estats d'Europa - Andorra la Vella (Andorra) - (1991)
- Escultura "Max Plàstic" - Ribes de Freser - (1995)
- Escultura "A la sardana" - Ripoll - (1996)[2]
- Escultura dedicada a Eudald Viñas - Ripoll - (1998)
- Escultura dedicada al Centenari de la Festa de l'Arbre - Sant Joan de les Abadesses - (1999)
- Escultura "Viacrucis nº5" i "Viacrucis nº11" - Vall de Núria - (2008)
- Escultura "Embolic" - Ripoll - (2014)[3]
- Escultura dedicada a la població de Campelles - Campelles - (2014)[4]
- Escultura dedicada a Josep Pujol Aulí - Vallter - (2014)[5]
- Escultura dedicada al pintor Joan Ponç - Vilallonga de Ter - (2015)[6]
- Escultura dedicada a la població de Sant Pau de Segúries i a la seva Via Romana - Sant Pau de Segúries - (2018)[7]
- Escultures per als guanyadors dels premis Ripollès Líders - Ripoll - (2010 - 2022)[8]
- 12 quadres i una escultura pel disc "Mil i una nits i uns quants dies" per Sau30 - (2022)[9][10]